# Hoefler Text
Hoefler Text ist eine Antiqua, die für den kalifornischen Computer-Hersteller Apple entworfen wurde, um die Möglichkeiten neuer Schrifttechniken zu demonstrieren. Hoefler Text sollte Schriftsatz auf höchstem Niveau ermöglichen und orientiert sich daher stilistisch an klassischen Schriften. Die Anmutung von Hoefler Text wurde von den Barockschriften von Jean Jannon und Nicholas Kis aus dem 17. Jahrhundert beeinflusst. Hoefler Text wurde von Hoefler & Co. entwickelt.
Hoefler Text nutzt die ausgefeilten typographischen Möglichkeiten von Apple Advanced Typography (AAT) und ermöglicht Schriftsatz mit automatischen Ligaturen, langem s und rundem s, echten Kapitälchen, Mediävalziffern und Zierbuchstaben.
Hoefler Text enthält einen eigenen Ornamentzeichensatz. Zusätzlich ist für Überschriften ein gesondertes Zeichensatzsortiment erhältlich, Hoefler Titling.
Hoefler Text wird mit macOS ab der Version 10.3 (Panther) mitgeliefert.
Diese Schriftart wurde sowohl im alten Logo der Wikipedia als auch auf der Website des Weißen Hauses verwendet.

Beispiele für Hoefler Text
Schriftbeispiel für Hoefler Text
Das Lange s in Hoefler Text, gesetzt mit AAT
Der Wikipedia-Schriftzug war bis 2010 in Hoefler Text gesetzt und ist seitdem in Linux Libertine.